# 清須出入口
清須出入口（きよすでいりぐち）は、愛知県清須市にある名古屋高速6号清須線のインターチェンジである。

## 概要
都心環状線方面への入口と同方面からの出口のみを持つハーフインターチェンジである。この出入口から16号一宮線方面へは行けないため、隣りの春日入口を利用する。
出入口は国道302号と名岐バイパス（国道22号）岐阜・一宮方面の2ヶ所と連絡する。なお、この入口には料金所がなく、清須料金所で精算することになる。

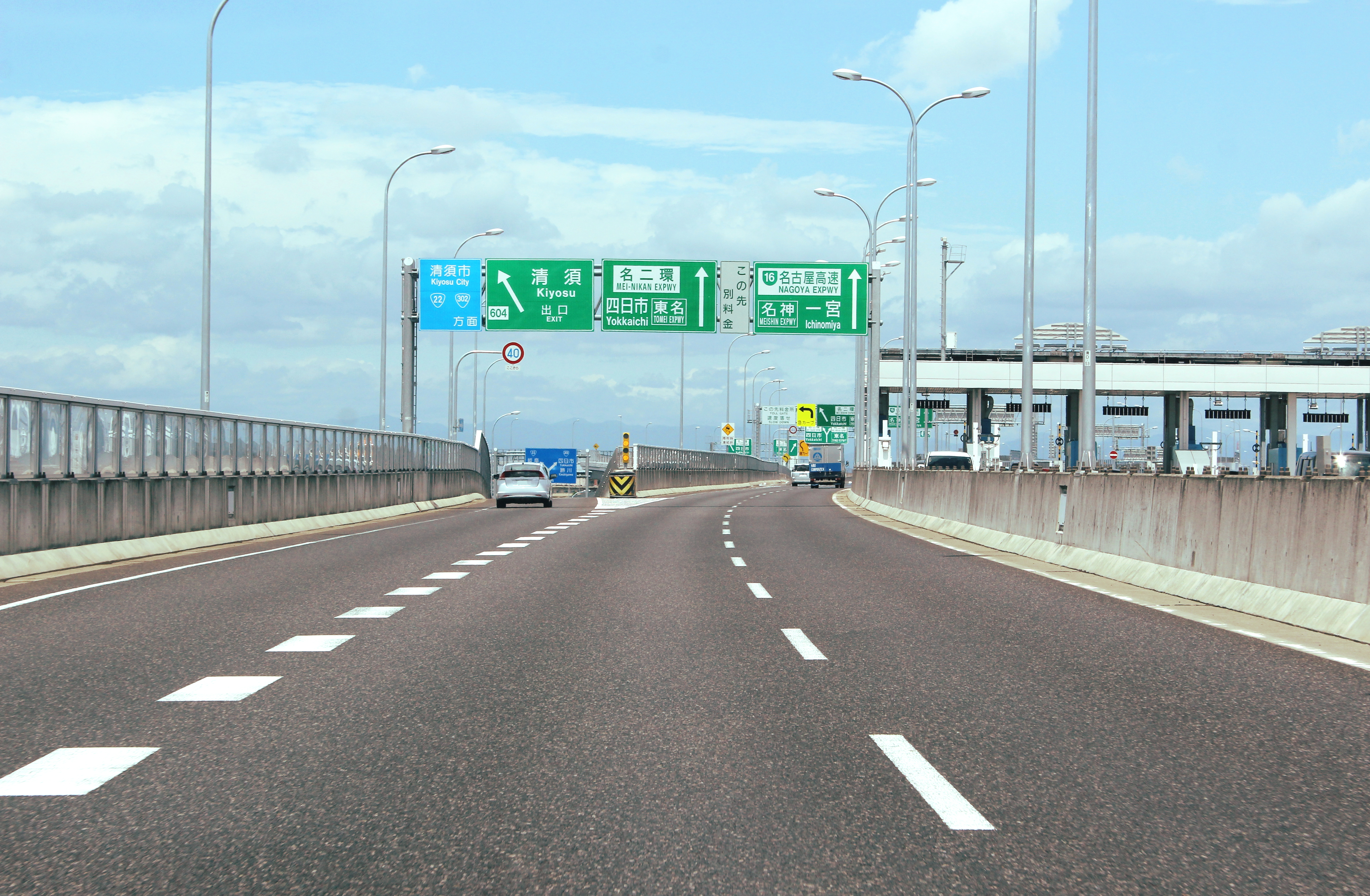
出口流出部。その先は清洲JCTと16号一宮線。

## 改名歴
- 正式名称決定前：清洲出入口（きよすでいりぐち）
- 正式名称決定後：清須出入口（きよすでいりぐち）

## 歴史
- 2007年（平成19年）6月3日：出入口名が清須出入口に決定。
- 2007年12月9日：清須出入口開通[4]。
- 2008年（平成20年）2月25日：清須入口の名岐バイパス（国道22号）連絡路が開通[4]。

## 接続する道路
- 直接接続
  - 名岐バイパス（国道22号）岐阜・一宮方面
- 間接接続
  - 環状2号（名古屋環状2号線、国道302号）

## 隣
名古屋高速6号清須線
(603,613)鳥見町出入口 - 清須TB - (604,614)清須出入口 - 清洲JCT